# Leucolithodes paulina
Leucolithodes paulina är en fjärilsart som beskrevs av Emilio Ureta 1956. Leucolithodes paulina ingår i släktet Leucolithodes och familjen mätare. Inga underarter finns listade i Catalogue of Life.